# Janomima ibandana
Janomima ibandana is een vlinder uit de familie van de Eupterotidae. De wetenschappelijke naam van de soort is voor het eerst geldig gepubliceerd in 1979 door Dall'Asta.